# Suctobelbella dispersosetosa
Suctobelbella dispersosetosa är en kvalsterart som beskrevs av Hammer 1979. Suctobelbella dispersosetosa ingår i släktet Suctobelbella och familjen Suctobelbidae. Inga underarter finns listade i Catalogue of Life.